# La Mothe-Achard
Pour les articles homonymes, voir La Mothe et Achard.
La Mothe-Achard est une ancienne commune française et une commune déléguée de la commune nouvelle Les Achards située dans le département de la Vendée, en région Pays de la Loire.
Le statut de commune déléguée est supprimé à compter du 1er janvier 2024.

## Géographie
L’ancien territoire municipal de la Mothe-Achard s'étend sur 861 hectares. L'altitude moyenne de la commune déléguée est de 42 mètres, avec des niveaux fluctuant entre 17 et 61 mètres,.

### Localisation
La Mothe-Achard se situe à l'extrémité ouest du bocage vendéen, à mi-chemin entre La Roche-sur-Yon et Les Sables-d'Olonne, sur la rivière l'Auzance.

### Communes limitrophes
|                         | Saint-Georges-de-Pointindoux |                         |
| Saint-Julien-des-Landes | La Mothe-Achard              | Sainte-Flaive-des-Loups |
|                         | La Chapelle-Achard           |                         |

### Voies de communication et transports

#### Voies routières
La Mothe-Achard est desservie par plusieurs axes routiers :
- la RD 12 : Bretignolles-sur-Mer ↔ La Mothe-Achard ↔ Nieul-le-Dolent, Curzon ;
- la RD 21 : La Mothe-Achard ↔ Grosbreuil, Talmont-Saint-Hilaire, Le Bernard ;
- la RD 160 (ex-RN 160) : Les Sables-d'Olonne ↔ La Mothe-Achard ↔ La Roche-sur-Yon, Cholet, Angers ;
- la RD 760 (ex-RN 160) : Les Sables-d'Olonne ↔ La Mothe-Achard ↔ La Roche-sur-Yon ;
- la RD 978 : La Mothe-Achard ↔ Aizenay, Legé.

#### Transports ferroviaires
La Mothe-Achard est reliée par voies ferrées aux villes des Sables-d'Olonne et de la Roche-sur-Yon.
Elle est desservie par les lignes de TER Pays de la Loire 8 (Les Sables-d'Olonne ↔ La Roche-sur-Yon ↔ Nantes) et 14 (Les Sables-d'Olonne ↔ La Roche-sur-Yon ↔ Bressuire ↔ Saumur).

## Toponymie
La commune de La Mothe-Achard doit son nom à deux origines possibles. Selon la première version, le nom provient du seigneur féodal Mathieu Achard, originaire de Normandie, qui aurait construit un plessis sur une butte au IXe siècle. Ce plessis est ensuite devenu un château-fort aux XIe et XIIIe siècles.
La seconde version attribue l'origine du nom à son premier seigneur, Acardus de Mota, qui aurait érigé une motte castrale vers 1090. Le nom « Acardus » se serait transformé en « Achard », tandis que « mota » fait référence aux mottes féodales, des buttes de terre sur lesquelles étaient élevées des fortifications en bois.

La commune a définitivement adopté le nom de La Mothe-Achard au XIXe siècle.

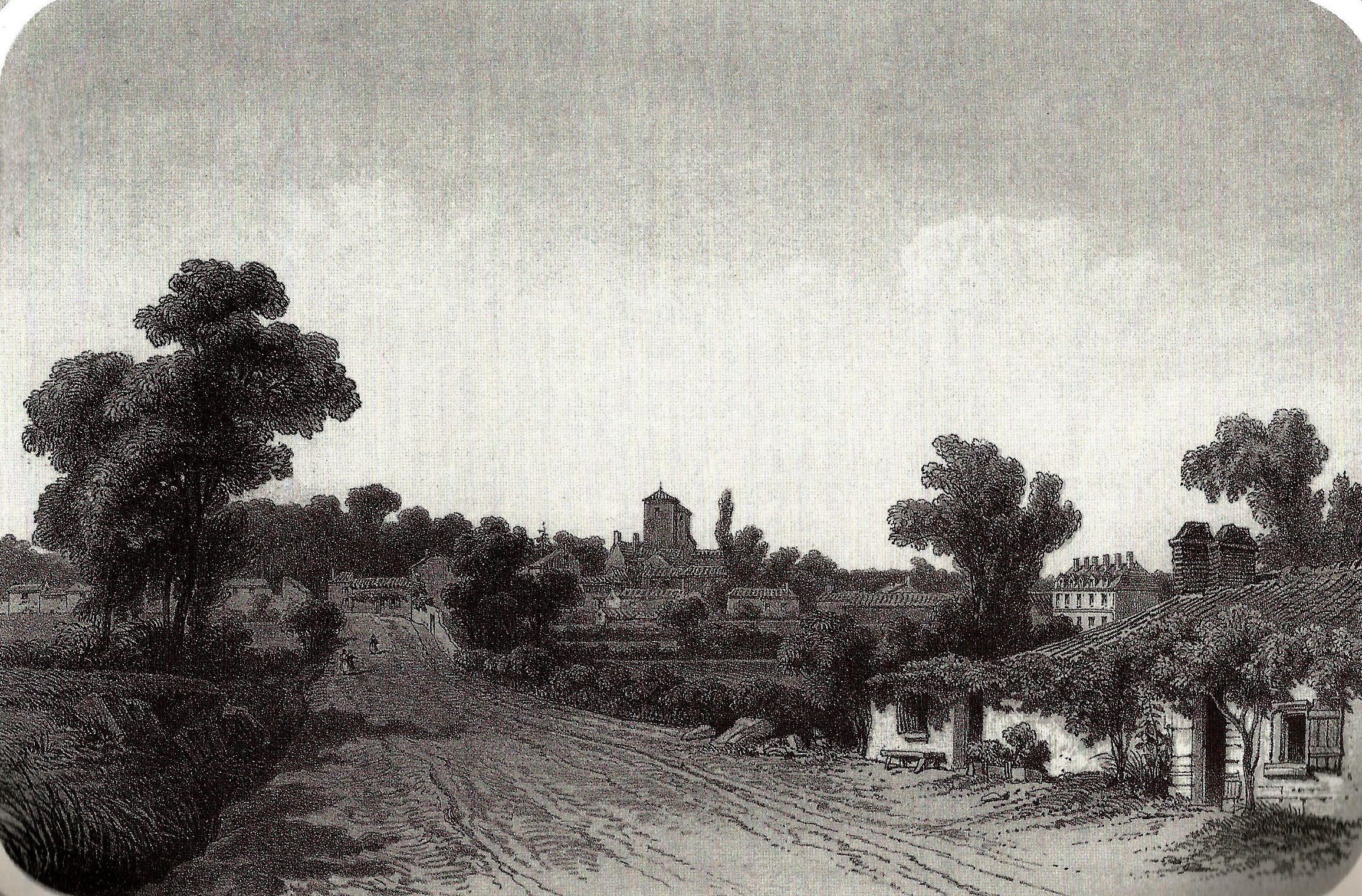
La Mothe-Achard, gravure de Thomas Drake, vers 1850.

## Histoire

### Préhistoire et Antiquité
Le site des Achards a vraisemblablement été peuplé au Néolithique, comme en témoignent de nombreuses haches polies découvertes à Plessis Gatineau, la Renollière, la Secondinière et l'Auzaire.
À l'époque gauloise, le chemin des Poissonniers traversait la commune en passant par la Barre. De cette même période datent les souterrains refuges identifiés à la Méronnière et devant l’église de La Chapelle-Achard.
Les vestiges romains sont limités à ceux de la voie Bélesbat-Déas, reliant Saint Vincent sur Jard à Saint Philbert de Grand Lieu, passant à 700 mètres à l'est du bourg de La Chapelle en direction de La Mothe-Achard. Un camp romain se trouvait près du village de L’Auzaire. Dans le même secteur, au Champ de la Pointe, près de la voie ferrée et sur le tracé de la voie Bélesbat-Déas, de nombreux vestiges ont été découverts, attestant la présence d'un atelier de fabrication de poteries et de tuiles à rebords, ainsi qu'une forge.

### Moyen-âge
Au XIe siècle, trois églises existaient : deux à La Mothe-Achard, Saint-Jacques et la chapelle du château, et Sainte Marie, qui devint un prieuré au XIIIe siècle. À la même époque, une léproserie de fondation royale était en activité. Sainte Marie fut probablement incendiée durant les guerres de religion. L’église Saint-Jacques échappa à l’incendie de 1794 pendant les guerres de Vendée, servant de dépôt de munitions et d’écurie. Menacée d’effondrement en 1898, elle fut démolie puis reconstruite quelques années plus tard.
Un plessis (château entouré d’une palissade en bois) construit au IXe siècle fut remplacé par un château fort en pierre, avec murailles et tours fortifiées. Au XIVe siècle, la famille Achard s’éteignant, l’héritage revint au petit-fils du châtelain, Gilles de Rais, maréchal de France et compagnon de Jeanne d’Arc, qui fut pendu et brûlé à Nantes en 1440. En 1420, le château fut démoli par les troupes royales de Charles VI. En 1773, la famille de Brandois fit construire l’actuel Vieux Château sur l’emplacement du château fort démantelé en 1420.

### Epoque contemporaine
Lors de la Révolution, le bourg de La Mothe-Achard fut incendié par les Colonnes Infernales de Turreau, ne laissant que 150 habitants. Seuls l’église Saint-Jacques et le château, utilisés par les garnisons, furent épargnés. Le combat notable eut lieu à la Grassière le 7 avril 1793, où le Général Républicain Boulard força les retranchements des insurgés et ouvrit la route vers La Mothe-Achard.
Au XIXe siècle, la déforestation et la construction de nouvelles fermes marquèrent une période de croissance commerciale pour La Mothe-Achard après l’achèvement de la route Saumur - Les Sables d’Olonne en 1825 (après la route Nantes - Les Sables-d’Olonne en 1750) et la construction de la gare en 1866. Un marché à bestiaux fut aménagé sur l’actuelle place de l’Hôtel de Ville de La Mothe-Achard, et les foires mensuelles étaient réputées au-delà des limites du canton.
Le 29 décembre 1870 le ballon monté Bayard s'envole de la gare d'Orléans à Paris alors assiégé par les Prussiens et termine sa course à La Mothe-Achard après avoir parcouru 452 kilomètres,.
La Première Guerre mondiale n’épargna pas la commune, avec 46 soldats tombés au combat.
Le 1er janvier 2017, La Mothe-Achard devient une commune déléguée de la commune nouvelle Les Achards après fusion avec La Chapelle-Achard.

## Politique et administration

### Liste des maires
| Période                                  | Période          | Identité                   | Étiquette    | Qualité |
| ---------------------------------------- | ---------------- | -------------------------- | ------------ | --- |
| ?                                        | ?                | François-Alexandre Lansier |              | Médecin |
| 1870                                     | 1875             | Armand Lansier             |              | |
| 1887                                     | 1887             | Armand Lansier             |              | |
| 1888                                     | ?                | Auguste Brémaud            | Républicain  | |
| ?                                        | ?                | Olivier de Brandois        | Conservateur | |
| 1932                                     | 1959             | Antoine de La Bassetière   |              | |
| 1959                                     | 1965             | Marthe Régnault            |              | |
| 1965                                     | mars 1971        | Albert Brianceau           |              | Directeur d’agence immobilière |
| mars 1971                                | mars 2001        | Michel Breton              | RPR          | Conseiller agricole, maire honoraire Conseiller général de La Mothe-Achard (1982 → 2001) Président de la CC du Pays-des-Achards (1993 → 1995) |
| mars 2001                                | mars 2008        | Michel Vrignon             | DVD          | Directeur de CAT retraité, maire honoraire Vice-président de la CC du Pays-des-Achards                                                        |
| mars 2008                                | 31 décembre 2016 | Daniel Gracineau           | DVD          | Chef d'entreprise retraité |
| Les données manquantes sont à compléter. |                  |                            |              | |

### Liste des maires délégués
| Période         | Période                          | Identité         | Étiquette | Qualité                       |
| --------------- | -------------------------------- | ---------------- | --------- | ----------------------------- |
| 2 janvier 2017  | 30 janvier 2017 (démissionnaire) | Daniel Gracineau |           | Maire des Achards (2017-2020) |
| 30 janvier 2017 | 25 mai 2020,                     | Michel Valla     |           |                               |

À la suite du renouvellement du 15 mars 2020, le premier conseil municipal des Achards fait le choix de ne pas nommer de maire délégué dans la commune déléguée de la Mothe-Achard. Ainsi, depuis le 25 mai 2020, le poste de maire délégué est vacant,.

### Jumelages
- Kétou (Bénin) depuis 1997.

## Démographie

### Évolution démographique
L'évolution du nombre d'habitants est connue à travers les recensements de la population effectués dans la commune depuis 1793. À partir du 1er janvier 2009, les populations légales des communes sont publiées annuellement dans le cadre d'un recensement qui repose désormais sur une collecte d'information annuelle, concernant successivement tous les territoires communaux au cours d'une période de cinq ans. 
Pour les communes de moins de 10 000 habitants, une enquête de recensement portant sur toute la population est réalisée tous les cinq ans, les populations légales des années intermédiaires étant quant à elles estimées par interpolation ou extrapolation. Pour la commune, le premier recensement exhaustif entrant dans le cadre du nouveau dispositif a été réalisé en 2006,.
En 2015, la commune comptait 2 940 habitants.
| 1793 | 1800 | 1806 | 1821 | 1831 | 1836 | 1841 | 1846 | 1851 |
| ---- | ---- | ---- | ---- | ---- | ---- | ---- | ---- | ---- |
| 443  | 173  | 364  | 439  | 529  | 548  | 566  | 711  | 703  |

| 1856 | 1861 | 1866 | 1872 | 1876 | 1881 | 1886 | 1891 | 1896 |
| ---- | ---- | ---- | ---- | ---- | ---- | ---- | ---- | ---- |
| 738  | 757  | 796  | 825  | 840  | 928  | 951  | 945  | 961  |

| 1901  | 1906  | 1911  | 1921  | 1926  | 1931  | 1936  | 1946  | 1954  |
| ----- | ----- | ----- | ----- | ----- | ----- | ----- | ----- | ----- |
| 1 029 | 1 080 | 1 063 | 1 034 | 1 142 | 1 145 | 1 126 | 1 146 | 1 221 |

| 1962  | 1968  | 1975  | 1982  | 1990  | 1999  | 2006  | 2011  | 2014  |
| ----- | ----- | ----- | ----- | ----- | ----- | ----- | ----- | ----- |
| 1 203 | 1 230 | 1 400 | 1 793 | 1 918 | 2 050 | 2 340 | 2 737 | 2 901 |

| 2015  | - | - | - | - | - | - | - | - |
| ----- | - | - | - | - | - | - | - | - |
| 2 940 | - | - | - | - | - | - | - | - |

En 2010, La Mothe-Achard comptait 2 706 habitants. La commune occupait le 4 060e rang au niveau national, alors qu'elle était au 4 489e en 1999, et le 67e au niveau départemental sur 282 communes.

### Pyramide des âges
La population de la commune est relativement âgée. Le taux de personnes d'un âge supérieur à 60 ans (27,2 %) est en effet supérieur au taux national (21,6 %) et au taux départemental (25,1 %). À l'instar des répartitions nationale et départementale, la population féminine de la commune est supérieure à la population masculine. Le taux (51,5 %) est du même ordre de grandeur que le taux national (51,6 %).
La répartition de la population de la commune par tranches d'âge est, en 2007, la suivante :
- 48,5 % d'hommes (0 à 14 ans = 16,9 %, 15 à 29 ans = 20,6 %, 30 à 44 ans = 20,7 %, 45 à 59 ans = 17 % et plus de 60 ans = 24,8 %) ;
- 51,5 % de femmes (0 à 14 ans = 16 %, 15 à 29 ans = 16,9 %, 30 à 44 ans = 19,3 %, 45 à 59 ans = 18,4 % et plus de 60 ans = 29,4 %).

| Hommes | Classe d’âge | Femmes |
| ------ | ------------ | ------ |
| 1,0    | 90 ans ou +  | 1,7    |
| 9,1    | 75 à 89 ans  | 12,7   |
| 14,7   | 60 à 74 ans  | 15,0   |
| 17,0   | 45 à 59 ans  | 18,4   |
| 20,7   | 30 à 44 ans  | 19,3   |
| 20,6   | 15 à 29 ans  | 16,9   |
| 16,9   | 0 à 14 ans   | 16,0   |

| Hommes | Classe d’âge | Femmes |
| ------ | ------------ | ------ |
| 0,4    | 90 ans ou +  | 1,2    |
| 7,3    | 75 à 89 ans  | 10,6   |
| 14,9   | 60 à 74 ans  | 15,7   |
| 20,9   | 45 à 59 ans  | 20,2   |
| 20,4   | 30 à 44 ans  | 19,3   |
| 17,3   | 15 à 29 ans  | 15,5   |
| 18,9   | 0 à 14 ans   | 17,4   |

## Culture locale et patrimoine

### Lieux et monuments
- Halles de 1924.
- Église Saint-Jacques du XIXe siècle.
- Château de Brandois.

### Personnalités liées à la commune
- Baudouin de Champagne, seigneur de La Mothe-Achard, baron d'Anjou et du Maine, mort en 1560.

### Héraldique, devise et logotype
| Blason | Blasonnement : D'azur au lion d'argent, armé et lampassé de gueules, aux deux fasces alésées cousues du même brochant sur le tout.La devise de La Mothe-Achard : Ex Virtute Nobilitas – Achard – Hache !. |